# 故障分析
故障分析，又称为故障诊断，是指为了确定故障原因以及如何防止其再次发生而收集和分析数据的过程。故障分析乃是制造行业众多分支之中的一门重要学科。例如，在电子行业，新产品开发和已有产品改进时的重要手段就是故障分析。在故障分析过程中，需要采用各种各样的方法和手段，收集故障部分的数据和信息，以便用于故障原因（一种或多种）的后续分析。